# Aguilarita
La aguilarita es un mineral de la clase de los sulfuros. Químicamente es un sulfuro de selenio y plata; el cobre es una impureza común en este mineral.
Se le puso este nombre en honor del señor P. Aguilar, superintendente de la mina San Carlos en Guanajuato (México), donde fue descubierto en 1891 y descrito por primera vez.

## Hábito
Aparece formando esqueletos arborescentes de cristales pseudododecaedros, normalmente alargado en la dirección de un borde pseudocúbico o pesudooctaédrico, hasta de 3 cm; también puede presentarse en hábito masivo y en intercrecimientos con minerales de acantita o naumannita.

## Formación y yacimientos

### Ambiente de formación
Es un mineral de formación relativamente rara, formado en ambiente de baja temperatura, en aquellos ambientes de formación hidrotermal ricos en los elementos plata y selenio, que al mismo tiempo sean pobres en sulfuro. Es un mineral raro. 

### Minerales asociados
Son típicos los siguientes: cuarzo, calcita, proustita, plata, acantita, naumannita, pearceita, estefanita.

### Distribución
Los únicos ejemplares significativos, con cristales de aspecto cavernoso, se han encontrado en las minas de Guanajuato (México) especialmente en la mina La Sirena. Aparece en cantidades pequeñas, mezclado con otros minerales de plata, en minas de Argentina, China, República Checa, Indonesia, Japón,  Nueva Zelanda, Rusia, EE. UU. y Uzbekistán.

## Usos
Se extrae como mena de plata, aunque de importancia secundaria.